# フィオドラス・アルギルダイティス
フィオドラス・アルギルダイティス（1324/6年頃 - 1394年2月10日から1400年の間）は、ゲディミナス朝（アルギルダス家）出身のラトネ、リュボームリ、そして恐らくはコブリンの分封公である。実の兄弟と同じように正教会の儀式にてキリスト教名と洗礼を受けた。

## 来歴
伝統的にはフィオドラスはリトアニア大公アルギルダスとその最初の妻であるマリヤ・ヴィテフスカヤの末子だと見做されているが、ポーランドの歴史家ヤン・テゴウスキイは同じくアルギルダスの最初の妻であるアンナの長男であると見做している。同様の結論はハンガリー国王ラヨシュ1世が1377年 9月29日に書いた手紙にてフィオドラスのことをアルギルダスとアンナの長男と呼んでいることに根拠をおいている。
1377年にアルギルダスが死ぬとフィオドラスは異母弟ヨガイラを宗主として認めることを良しとせず、自ら進んでラヨシュ1世に臣従の誓いを立てた。この事実はフィオドラスがヴォルィーニ公フィオドラス・リウバルタイティスに属さない領地を所持していたことからも窺える。1386年 10月23日にフィオドラスはヨガイラへ完全に忠誠を誓った。
ロマナス、グルコ、サングシュコ の3人の息子がおり、彼等の間で領地が分配された。その家系からコブリン家、フルコヴィッツ家、サングシュコ家の公家が生まれた。
ヤン・テゴウスキイはフィオドラスには2人の妻の間に5人の子がいたことが最も信頼に足り得ると見做している。最初の妻との間にロマナスとグルコ、2番目の妻との間にサングシュコとアンナとアグラフィヤをもうけた。後にアンナはマゾフシェ公ボレスワフ3世に、アグリフィヤはヴァシーリー・オストロフスキーにそれぞれ嫁いでいる。